# Marianela Núñez
Marianela Núñez (San Martín, 23 de marzo de 1982) es una bailarina de ballet argentina y una de las bailarinas principales en el Royal Ballet de Londres. Es conocida por su "técnica estándar de oro".
En 2025, Marianela fue condecorada por el rey Carlos III del Reino Unido con la Orden del Imperio Británico por sus servicios a la danza.

## Biografía
Marianela nació el 23 de marzo de 1982 en San Martín, Argentina. Tiene tres hermanos y no proviene de una familia vinculada a la danza. A los seis años expresó que deseaba ser una ballerina a pesar de nunca haber visto un ballet completo.

## Formación y carrera
Comenzó sus clases de danza española cuando tenía tres años y luego empezó a tomar clases de danza clásica en el Estudio de Danzas Adriana Stork de San Martín. A los ocho, la admitieron en el Instituto Superior de Arte del Teatro Colón en Buenos Aires, donde se formó bajo la guía de Olga Ferri  hasta los catorce cuando la invitaron a formar parte del cuerpo de ballet de la compañía. Se unió al ballet estable del teatro en 1996 y fue seleccionada para formar parte de un tour por Argentina como solista en el Ballet Clásico de la La Habana. En 1997, Maximiliano Guerra la eligió como su partenaire para bailar juntos en Uruguay, España, Italia y Japón en el Festival Mundial del Ballet en Japón. También fue llamada a participar de un tour con la Compañía de Ballet del Teatro Colón alrededor de Europa y los Estados Unidos como bailarina invitada.

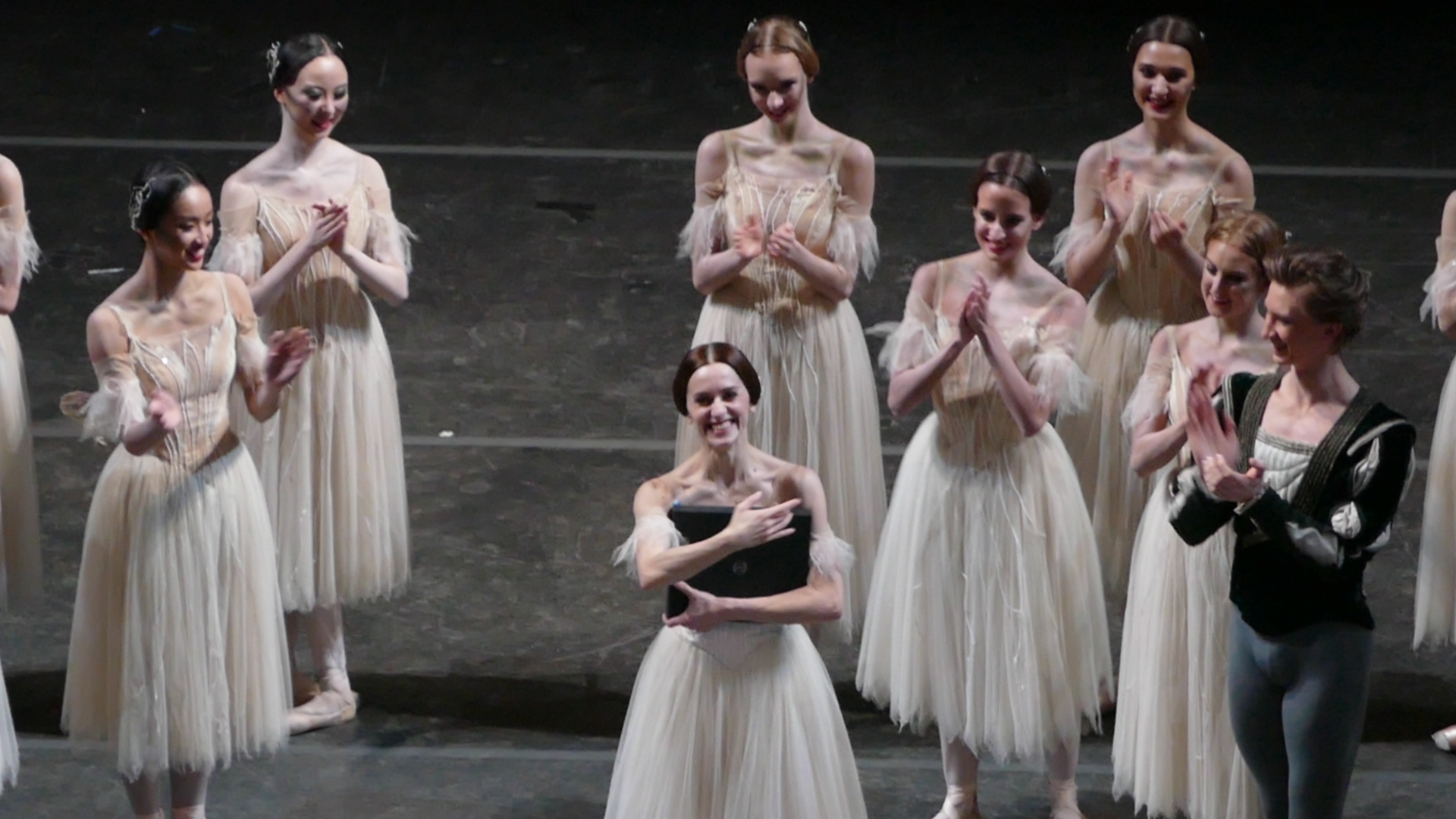
Marianela Núñez celebra el 20 aniversario de su ingreso en el Ballet Real, 2018.

En septiembre de 1997, se unió al último año de la carrera en la Escuela del Ballet Real, ya que, en ese momento, era ilegal que una chica de quince años de edad trabajase. ‘’…Me dieron una plaza en la escuela de perfeccionamiento del Ballet Real hasta que cumpliera los dieciséis. Entonces obtuve la visa e ingresé a la compañía’’, recordaba en una entrevista a La Nación en 2010. A finales de 1997, tuvo el rol femenino principal en el Kenneth MacMillan’s Soirée Musicale en la Gala de los 100 años de la Dama Ninette de Valois; también, interpretó el rol principal en el Acto III de Raymonda y el solo de Third Shadow en La bayadera en las presentaciones de la escuela. Comenzó a formar parte de la compañía del Ballet Real a comienzos de la temporada 1998/99, cuando tenía dieciséis. En 2001, le dieron su primer solo y, en septiembre del 2002, se convirtió en bailarina principal. 
El 7 de febrero de 2018, en el Covent Garden, el Royal Opera House de Londres celebró el vigésimo aniversario de la carrera de Marianela Núñez en el Ballet Real. "Desde que llegué aquí, he logrado todo lo que quería y más. Ha sido un sueño hecho realidad formar parte de la Royal House".

## Repertorio
Desde que se unió a la compañía, ha participado en el Concerto y Enigma Variations de Kenneth MacMillan, Romeo y Julieta, Mayerling, Elite Syncopations, Manon, Cenicienta de Frederick Ashton, La Fille Mal Gardée I, Les Rendezvous, Dante Sonata, La valse, Ondine, Daphnis and Chloë, Alice’s Adventures in Wonderland, Ballo della Regina, The Prince of the Pagodas y Birthday Offering.  
En 1999, Marianela protagonizó dos personajes para dos trabajos del tour Dance Bites: Love’s Fool de Will Tuckett y Towards Poetry de Mark Baldwin. Luego, siguió protagonizando personajes para otras obras, entre las cuales se encuentran Acheron’s Dream de Matthew Hart para el New Works in the Linbury Studio Theatre (2000), The Misty Frontier de Javier de Frutos (2001), Le Saisons de David Bintley (2003), DGV de Christopher Wheeldon (2006) y The Seven Deadly Sins de Will Tuckett (2007). 
Marianela Núñez ha aparecido también en programas de televisión. En febrero de 2005, la BBC transmitió Daphnis and Chloé y La Fille Mal Gardeé y, en diciembre de 2006, realizó su debut en El corsario de una presentación a benificio del tsunami en Asia (A Curtain Call for Aid), donde bailó el Pas de deux.
Tiene un amplio repertorio y ha protagonizado La Neige en Les Saisons y un papel en El sueño de Acheron. 2005 demostró ser un gran año para Marianela en que ganó una gran aclamación de la crítica por su interpretación como Lise en La Fille Mal Gardee con Carlos Acosta.

## Opiniones y críticas artísticas
Marianela es conocida por su estilo refinado y por demostrar una comprensión única del estilo del coreógrafo Frederick Ashton. En 2005, fue premiada con el prestigioso Premio Richard Sherrington en la categoría Mejor Bailarina. En 2009, obtuvo el Premio Konex de Platino como la mejor bailarina de la década en Argentina y en 2019 el Premio Konex - Diploma al Mérito.

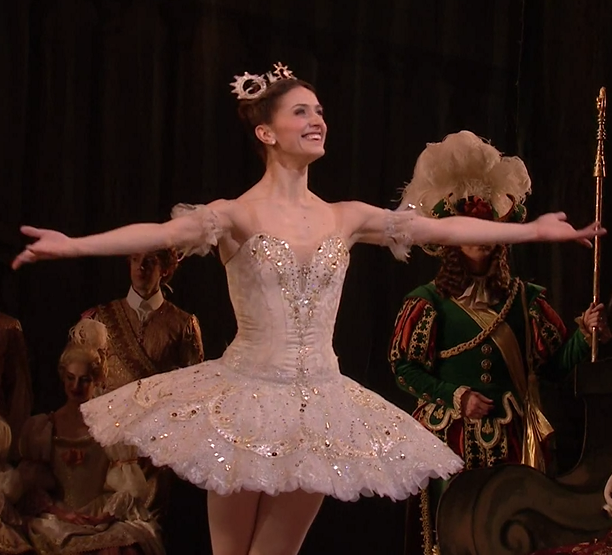
Marianela Núñez en el papel de Aurora del ballet La bella durmiente, 2017.

En 2006, interpretó los personajes del hada madrina y Aurora en la producción de La bella durmiente del Royal Ballet. Los críticos se impresionaron con la calidez y con la que interpretó al hada madrina, y consideraron que su personaje de Aurora había sido el mejor del Royal Ballet desde 1946. En julio de 2006, fue partenaire de Carlos Acosta como Diana and Acteon de Acosta and Friends en el Sadler’s Wells Theatre en Londres. El desafiante pas de deux que interpretaron fue el momento cúlmine del espectáculo. Por todos estos espectáculos, Marianela Núñez recibió el Premio Laurence Olivier en enero de 2007. Ese mismo año, volvió a interpretar el personaje principal en el El lago de los cisnes y fue aclamada por la crítica que sostenía que ‘’todos sus gestos cantan, cada paso de baile se ilumina de emoción. El resultado es sublime’’. 
En julio de 2007, interpretó La muerte del cisne en el Grand Opera House en la ciudad de York. Su simpleza y pureza de estilo fue lo que llevó a Marguerite Porter a seleccionarla para esta difícil pieza. En mayo de 2008, realizó su debut como Julieta en Romeo y Julieta de MacMillan. 
El 4 de octubre de 2008, el Ballet Real inauguró la temporada 2008/2009 con El lago de los cisnes, donde Núñez interpretó a Odette/Odile. Debido a que otros bailarines principales habían sufrido lesiones, Marianela también interpretó a Odette/Odile en los dos espectáculos siguientes. 
Giannandrea Poesio, sobre su interpretación en El lago de los cisnes expresó: ‘’La manera en la que abordó una de las partes más difíciles de este repertorio del siglo XIX es sencillamente ejemplar, y no tengo dudas de que su interpretación brillante y técnicamente perfecta será recordada a lo largo de la historia, junto con otros artistas únicos’’. 
En diciembre de 2008, interpretó a Gamzatti en La bayadera junto con Roberto Bolle como Solor y Svetlana Zajárova como Nikiya en La Scala, Milán. 
En enero de 2010, el crítico Clement Crisp, junto con otros colegas, describió a Marianela como ‘’una bailarina extremadamente inteligente’’ luego de verla interpretar a Aurora en La bella durmiente del Royal Ballet.

## Trabajos solidarios
Si bien su mayor fuente de trabajo se encuentra en Londres, Marianela Núñez ha ido varias veces a San Martín, su ciudad natal, para brindar galas de ballet gratuitas para los vecinos de allí. Además, fue declarada ciudadana ilustre de San Martín y es la madrina de la Escuela Municipal de Danzas, reabierta por el Municipio luego de trabajos que mejoraron su infraestructura y permitieron aumentar la matrícula de alumnos. Junto con Gabriel Katopodis, exintendente del partido de General San Martín, trabajaron para incentivar el arte en el municipio.

## Vida personal
En 2011, se casó con su compañero principal del Royal Ballet, el brasileño Thiago Soares, en Buenos Aires. Él le pidió matrimonio frente a toda la compañía de danza luego de una función de La bella durmiente. En 2014, se separaron y anunciaron su divorcio dos años después, en enero de 2016. Sin embargo, siguen siendo amigos y continúan bailando juntos.